# جکی (فیلم ۲۰۱۶)
جکی (به انگلیسی: Jackie) یک فیلم درام زندگی‌نامه‌ای آمریکایی به کارگردانی پابلو لارائین و نویسندگی نوآ اوپنهایم است. در این فیلم بازیگرانی همچون ناتالی پورتمن، گرتا گرویگ، پیتر سارسگارد، مکس کاسلا، بت گرانت و جان هرت ایفای نقش می‌کنند. داستان فیلم دربارهٔ ژاکلین کندی اوناسیس و زمانی که او به عنوان بانوی اول ایالات متحده آمریکا در کاخ سفید به سر می‌برد و همچنین ماجرای ترور همسرش جان اف. کندی را در نوامبر سال ۱۹۶۳، در شهر دالاس تگزاس دنبال می‌کند. این فیلم تا حدودی بر اساس مصاحبه تئودور اچ. وایت با این بیوه در هفته‌نامهٔ لایف در هیانیس پورت، ماساچوست، در نوامبر ۱۹۶۳ ساخته شده است.
فیلم ژکی برای کسب جایزهٔ شیر طلایی در هفتادوسومین جشنواره فیلم ونیز به رقابت پرداخت. همچنین این فیلم توسط فاکس سرچلایت پیکچرز در تاریخ ۲ دسامبر ۲۰۱۶ در ایالات متحده اکران شد. این فیلم در هشتاد و نهمین دوره جوایز اسکار نامزد سه جایزه شامل: بهترین بازیگر زن (برای پورتمن)، بهترین موسیقی فیلم و بهترین طراحی لباس شد. ژکی ۳۶٬۶ میلیون دلار در سراسر جهان فروش کرد در حالی که ۹ میلیون دلار بودجه ساخت آن بوده است.

## بازیگران
- ناتالی پورتمن در نقش ژاکلین کندی اوناسیس، سابقاً بانوی اول ایالات متحده آمریکا و مادر کرولاین کندی
- پیتر سارسگارد در نقش رابرت اف. کندی
- گرتا گرویگ در نقش پاملا ترنر
- ریچارد ئی. گرانت در نقش ویلیام واتسون
- جان کارول لینچ در نقش لیندون بی. جانسون
- بت گرانت در نقش لیدی برد جانسون
- مکس کاسلا در نقش جک والنتی
- بیلی کروداپ در نقش روزنامه‌نگار
- جان هرت در نقش کشیش
- کوری جانسون در نقش لری اوبراین
- رالف برون در نقش دیوید پاورز
- دیوید کِـیوز در نقش کلینت هیل
- پنی داونی در نقش جنت لی بوویه
- جورجی گلن در نقش رز کندی
- جولی جاد در نقش اتل کندی
- سانی پلنت در نقش کرولاین کندی